# Donuea
Donuea is een geslacht van spinnen uit de familie bodemzakspinnen (Liocranidae).

## Soorten
De volgende soorten zijn bij het geslacht ingedeeld:
- Donuea collustrata Bosselaers & Dierick, 2010
- Donuea decorsei (Simon, 1903)